# Thừa Đức, Cẩm Mỹ
Thừa Đức là một xã thuộc huyện Cẩm Mỹ, tỉnh Đồng Nai, Việt Nam.

## Địa lý
Xã Thừa Đức có diện tích 30,38 km², dân số năm 2014 là 9.122 người, mật độ dân số đạt 300 người/km².

## Hành chính
Xã Thừa Đức được chia thành 4 ấp: 3, 4, 8, Tự Túc.

## Lịch sử
Ngày 26 tháng 2 năm 2007, Uỷ ban Nhân dân tỉnh Đồng Nai ban hành Quyết định 453/QĐ-UBND, trong đó sáp nhập ấp Đá Bàn vào ấp 4.

## Giáo dục
Các trường học trên địa bàn xã:
1. Trường THCS Thừa Đức.